# ATC (A05)
Jest to część klasyfikacji anatomiczno-terapeutyczno-chemicznej:
- A – Przewód pokarmowy i metabolizm
  - A 01 – Preparaty stomatologiczne
  - A 02 – Leki stosowane w chorobach związanych z nadmierną kwasowością soku żołądkowego
  - A 03 – Leki stosowane w czynnościowych zaburzeniach przewodu pokarmowego
  - A 04 – Leki przeciwwymiotne i przeciw nudnościom
  - A 05 – Leki stosowane w chorobach dróg żółciowych i wątroby
  - A 06 – Leki przeczyszczające
  - A 07 – Leki przeciwbiegunkowe, przeciwzapalne i przeciwdrobnoustrojowe stosowane w chorobach przewodu pokarmowego
  - A 08 – Leki przeciw otyłości z wyłączeniem preparatów dietetycznych
  - A 09 – Leki poprawiające trawienie (włącznie z enzymami)
  - A 10 – Leki stosowane w cukrzycy
  - A 11 – Witaminy
  - A 12 – Preparaty uzupełniające niedobór składników mineralnych
  - A 13 – Leki wzmacniające
  - A 14 – Leki anaboliczne do stosowania ogólnego
  - A 15 – Leki zwiększające apetyt
  - A 16 – Inne leki działające na przewód pokarmowy i metabolizm

## A 05 A – Leki stosowane w chorobach dróg żółciowych
- A 05 AA – Kwasy żółciowe i ich pochodne
  - A 05 AA 01 – kwas chenodeoksycholowy
  - A 05 AA 02 – kwas ursodeoksycholowy
  - A 05 AA 03 – kwas cholowy
  - A 05 AA 04 – kwas obetycholowy
  - A 05 AA 05 – ursodoksykoltauryna

- A 05 AB – Leki stosowane w chorobach dróg żółciowych
  - A 05 AB 01 – metyloamid kwasu nikotynowego

- A 05 AX – Inne leki stosowane w chorobach dróg żółciowych
  - A 05 AX 01 – piprozolina
  - A 05 AX 02 – hymekromon
  - A 05 AX 03 – cyklobutyrol
  - A 05 AX 04 – chlorek maraliksybatu
  - A 05 AX 05 – odewiksybat
  - A 05 AX 06 – elafibranor
  - A 05 AX 07 – seladelpar

## A 05 B – Leki stosowane w chorobach wątroby, leki lipotropowe
- A 05 BA – Leki stosowane w chorobach wątroby
  - A 05 BA 01 – glutaminian argininy
  - A 05 BA 03 – sylimaryna
  - A 05 BA 04 – cytiolon
  - A 05 BA 05 – epomediol
  - A 05 BA 06 – oksyglukuronian ornityny
  - A 05 BA 07 – tiodiacyk argininy
  - A 05 BA 08 – kwas glicyryzynowy
  - A 05 BA 09 – metadoksyna
  - A 05 BA 10 – fosfolipidy